# Scudetto

Scudetto.

De scudetto (het schildje, van scudo = schild; meervoud scudetti) is in Italiaanse sporten het schildje in de Italiaanse tricolore groen-wit-rood, dat een kampioen in die sport mag dragen op het shirt.
De bekendste scudetto is die van de Serie A van het voetbal, gedragen door de heersende landskampioen. Ook de kampioenen van lagere divisies mogen een schildje dragen. 